# Witomir
Witomir – imię męskie pochodzenia słowiańskiego, nienotowane w źródłach staropolskich. 
Znane osoby nosząca imię Witomir:
- Witomir Wutow – bułgarski piłkarz oraz trener piłkarski.
- Zygmunt Witymir Bieńkowski – polski lotnik, dowódca Dywizjonu 303, pisarz, poeta.